# Sopilka
La sopilka est un instrument à vent traditionnel d'Ukraine.
Elle est fabriquée grâce à des branches de viorne, de sureau, de noisetier ou d'une autre essence. Sa longueur atteint 30 à 40 cm. À son extrémité inférieure se rassemblent 5 à 6 trous. Plusieurs variantes de la sopilka existent dans les régions de l'ouest de l'Ukraine.